# 노출 요법
노출 치료 혹은 노출 요법(露出療法, Exposure therapy)은 불안장애(anxiety disorder)를 치료하기 위하여 사용하는 행동치료(behavior therapy)이다. 이는 어떤 위험도 유발하지 않고 불안의 근원이 되는 대상이나 환경에 환자를 노출시켜 환자의 불안이나 고통을 없애는 기술이다. 절차상 이 방법은 실험용 쥐 연구로부터 유래한 공포 소거(fear extinction)와 유사하다. 여러 연구에서 노출치료는 범불안장애(generalized anxiety disorder), 사회불안장애(social anxiety disorder), 강박장애(obsessive-compulsive disorder), 외상 후 스트레스 장애(Posttraumatic Stress Disorder, PTSD), 특정공포증(specific phobias) 치료에 효능이 있다는 것이 입증되었다.
이러한 행동주의적 접근이나 인지행동주의적 접근에 기반하는 노출에 근거한 치료는 급성 스트레스 장애에서 외상 후 스트레스 장애로 이행하는 것을 막는 데에 효과적일 수 있다. 또한 건강염려증(Hypochondriasis)에서도 이러한 접근이 권장된다고 보고된바있다.
이러한 방법의 연장선상에는 또한 강박 신경증의 치료에 널리 사용되는 '노출 및 반응 방지'로 체계화되었다.

## 의학적 사용

### 범불안장애
노출치료는 범불안장애(Generalized anxiety disorder)를 앓고 있는 환자에게 효과가 있다고 실험을 통해 밝혀졌다. 특히 범불안장애 환자들에게는 심상적 노출법(imaginal exposure)보다는 실제적 노출법(in vivo exposure)이 더욱 효과있다는 것으로 밝혀졌다. 실제적 노출법의 목적은 트라우마적 자극에 대한 체계적 통제적 치료노출(systematic and controlled therapeutic exposure)을 이용하여 정서조절능력을 향상시키는 데에 있다.

### 공포증
노출치료는 공포증 치료에 가장 효과가 크다는 것으로 알려져 있다. 일부 메타분석(meta-analyses) 연구에서는 심상적 노출법을 이용한 1-3시간 단회기 연구들이 있다. 치료후추격(post-treatment follow-up)에서는 4년 후 90% 이상이 공포, 회피, 장애(impairment)가 상당히 감소된 상태를 유지하였으며, 65%는 특정공포증(specific phobia) 증상을 더 이상 경험하지 않았다.
광장공포증(Agoraphobia)과 사회불안장애(social anxiety disorder)는 노출치료로 잘 치료되는 공포증 중 하나이다. 'agora'는 고대 그리스에서 '시장'을 뜻하는 단어로, 광장공포증이란, 도피할 수 없는 상황이나 일이 잘못되어 도움도 의미없는 상황에 처하는 것에 대한 두려움이다. 사회불안장애는 하나 이상의 사회적 상황에서 느끼는 다양한 두려움을 특징으로 한다. 이러한 공포증상들은 그 자체만으로 심신쇠약(debilitating)을 일으킬 수 있으며 환자는 여러 사람 앞에서 자신의 불안과 통제 상실 상태를 보닐까 걱정한다.

### 외상후스트레스장애
가상현실 노출법(Virtual reality exposure, VRE)은 외상후스트레스장애(PTSD) 치료에 효과적이다. 이 치료법은 여섯 회기동안 현역군인들에게 몰입형 컴퓨터 시뮬레이션(immersive computer simulation)을 이용한 실험이 진행되었다. 자기보고(self-report)를 통해 군인들이 제출한 PTSD 증상은 치료 이후 급격하게 줄어들었다. 노출치료는 합병증성 PTSD(co-morbid PTSD)와 약물남용(substance abuse) 치료에도 효과가 있음을 보여준다.

### 강박장애
노출및반응방지법(Exposure and response prevention, ERP) 혹은 노출및의례방지법(exposure and ritual prevention, EX/RP)은 미국아동청소년정신의학회(American Academy of Child and Adolescent Psychiatry, AACAP), 미국정신의학협회(American Psychiatric Association, APA), 마요 클리닉(Mayo Clinic)에서 강박장애(Obsessive compulsive disorder, OCD)의 일차치료법(first-line treatment)으로 추천하는 변형 노출치료이다. 이들은 아동과 청소년에서 모두 가장 많이 실증되어 왔다고 한다.
노출및반응방지법은 대상자가 공포에 직면해야 치유에 이를 수 있으면서도, 고통을 뒤로 미루거나 사라지게 하는 도피반응(escape response)을 보이지 않게 한다는 발상에 근거한다. 강박장애 혹은 불안장애 환자 사례를 보면, 고통을 유발하는 사고나 상황이 이들에게 존재한다. 회피나 의례행동(ritual) 등 특정행동을 통하여 고통과 싸운다. 그러나 노출및반응방지법은 우선 환자를 공포자극에 노출시켜서 환자가 갖고 있는 공포, 불안, 고통을 의도적으로 촉발하고, 이후 반응방지를 통해 환자가 의례적 행동(ritualistic behavior)이나 강박적 행동을 하지 못하게 하여 고통을 줄여준다. 환자는 고통이 스스로 사라질 때까지 고통을 견디는 법을 배우고, 이를 통해 의례가 반드시 고통이나 불안을 감소시키는 것은 아니라는 것을 깨닫는다. 노출및반응방지법을 반복 연습함으로써, 강박장애 환자들은 강박적 사고나 심상이 자신에게 있을 수 있지만 고통을 줄이게 위해 강박적 의례를 할 필요는 없다는 것을 알게 된다.
미국아동청소년정신의학회 치료권고안(practice parameters)에서는, 인지행동치료(cognitive behavioral therapy)와 노출및반응방지법을 경증에서 일반수준의 강박장애를 가진 청소년에게, 복합심리치료와 약물치료를 중증 강박장애 환자에게 사용하는 일차치료법으로 제시하고 있다. 코크란 리뷰(Cochrane Review)에서 진행한 무작위 대조군 실험들에 대한 검토들에서는, 노출및반응방지법이 대기명단대조군(waitlist control)이나 진약위약실험(pill-placebos)보다 월등한 효과를 보이며, 노출및반응방지법과 약물치료를 병행하면 그 효과가 배가된다는 점, 그러나 노출및반응방지법과 약물치료 각각은 서로 비슷한 효과를 가진다는 점이 수차례에 걸쳐 밝혀졌다.

## 기법
노출치료는 파블로프 소거(Pavlovian extinction)라고도 불리는 수동조건형성(respondent conditioning, 혹은 고전적 조건형성 classical conditioning)의 원리에 근간한다. 치료사들은 공포유발 자극을 동반하는 인지, 정서, 생리적 자극에 대하여 밝혀낸 뒤 공포를 지속시키는 탈출 패턴을 파괴하려 한다. 이는 점차적으로 더욱 강한 공포유발 자극에 환자를 노출시키는 형태로 이뤄진다. 공포는 조금씩 상승하는 단계나 도전과제(단계, hierarchy)마다 줄어드는데, 공포가 사라질 때까지 겉으로 드러나거나(고정적 단계, static hierarchy) 드러나지 않을(역동적 단계, dynamic hierarchy) 수 있다. 환자는 언제든 절차를 끝낼 수 있다.
노출절차는 세 유형이 있다. 첫째, 실제상황 노출법(in vivo exposure, 혹은 real-life exposure)이다. 이 유형은 환자를 실제 공포유발 상황에 노출시킨다. 예를 들어 사람들 앞에서 말하는 것을 무서워하는 사람에게는 소그룹의 사람들 앞에서 말하도록 요구한다.

두번째 유형은 심상적 노출법(imaginal exposure)이다. 환자가 두려워하는 상황을 상상하게 만드는 것이다. 이 절차는 공포스러운 사고나 기억을 대면해야 하는 사람에게 유용하다.

세번째 유형은 체내수용기 노출법(혹은 자극감응훈련, 감각기관에의 노출, interoceptive exposure)이다. 공황(panic), 외상후스트레스장애(PTSD)와 같은 특정 장애에 사용된다. 환자는 심박수 증가, 숨가쁨과 같은 공포를 느낄 때 나타나는 신체 증상을 직면한다. 모든 노출 유형은 함께 혹은 각각 사용된다.
여러 검증을 거쳐 노출치료의 효용이 증명되었지만, 일부 임상가들은 PTSD 등의 경우에 심상적 노출법을 사용하는 것을 꺼려한다. 노출법 자체에 대한 이해가 부족하거나 노출법 사용에 자신이 없는 경우도 있지만, 무엇보다 치료과정에서 내담자로부터 역효과(contraindication)가 발생한다는 것을 보게 되기 때문이다.
홍수요법(Flooding therapy)은 공포를 유발하는 자극에 환자를 노출시키는 것은 같지만, 공포단계(fear hierarchy)에서 공포유발 수준이 가장 높은 단계에서 홍수법(flooding, 한번에 큰 공포스러운 상황에 노출시키는 방법)가 시작되지만, 노출(exposure)은 오히려 공포유발 수준이 가장 낮은 단계에서 시작된다.

### 노출및반응방지법
노출치료의 변형인 노출및반응방지법(exposure and response prevention, ERP or EX/RP)은 도피반응(escape response)을 억제하는 방식으로, 일상에서 늘 사용할 수 있다. 따라서 대상자는 공포유발 자극에 익숙해질 뿐아니라, 자극이 있어도 공포를 느끼지 못하게 하는 행동적 반응(behavioral response)을 연습하기도 한다. 환자가 공포를 직면하고 도피반응을 중단하는 것이 가장 큰 특징이다. 미국정신의학협회(American Psychiatric Association)는 가장 경험증거가 많다는 점에서 노출및반응방지법을 강박장애(obsessive-compulsive disorder) 치료법으로 추천하기도 한다. 이 치료법은 단기적으로는 불안을 일으킬 수 있지만 장기적으로는 강박장애를 줄여주는 데 효과적이다.

#### 노출및반응방지 예시
노출 및 반응 방지의 주요 원리가 정적강화(positive reinforcement)와 부적강화(negative reinforcement)를 적절히 단계적으로 감소시키는데 있다고 한다면 신체화의 방어기제를 적절하게 조절하는데 응용될수있다. 참여모델(participant modeling)이나 체계적 둔감화에 응용된다.
노출유형 및 강도
| 약함                | 강함        |
| 점진적(단계적) 노출 | 완전 노출   |
| 상상 노출           | 실물 노출   |
| 일시적(주기적) 노출 | 지속적 노출 |

## 역사
치료 방식으로 노출이 사용된 것은 1950년대부터였다. 이때는 정신역동적(psychodynamic) 관점이 서구 임상분야에서 보편적이었고 행동치료는 처음 나타났다. 남아공의 심리학자들과 정신과의사들이 공포증, 불안관련 문제와 같은 병리적 공포 증상들을 줄이기 위한 방법으로 처음 사용했으며, 이후 이들은 자신들의 치료방식을 영국 모즐리병원(Maudsley Hospital) 트레이닝 프로그램으로 가져갔다.
정신과의사 조셉 울페(Joseph Wolpe, 1915–1997)는 정신병을 행동 문제로 다루는데 최초로 관심을 보였다. 울프는 행동심리학자들을 만나 자문하였는데, 이들 중엔 남아공 케이프타운대학교(University of Cape Town)의 심리학과 교수 제임스 테일러(James G. Taylor, 1897–1973)도 있었다. 연구실적이 출판되진 않았지만, 테일러는 불안 치료에 노출치료법을 처음 사용한 심리학자로 알려져 있다. 그의 노출치료법은 반응방지(response prevention)와 상황노출(situational exposure)이 겸용되는 방식인데 이는 오늘날에도 흔히 사용되고 있는 노출치료기법이다.
1950년대 이후 다양한 노출치료 요법이 개발되었는데, 체계적 둔감화(systematic desensitization), 홍수법(flooding), 내파법(implosive therapy), 지속노출치료(prolonged exposure therapy), 실제적 노출법(in vivo exposure therapy), 심상적 노출법(imaginal exposure therapy) 등이 있다.

## 마음챙김
2015년 한 리뷰에서는 노출치료와 마음챙김(mindfulness)의 유사점을 지적하면서, 마음챙김명상이 노출상황과 닮은 것은 마음챙김 수행자들은 자신의 정서적 경험으로 돌아가서 수용(acceptance)하는 것을 신체적 반응(bodily response)과 정동적 반응(affective response)으로 가져가서 내적 반응성(internal reactivity)에 들어가는 것을 막기 때문이라고 설명했다.

뇌영상연구(imaging studies)에서는 복내측 전전두엽 피질(ventromedial prefrontal cortex), 해마(hippocampus), 편도체(amygdala)가 모두 노출치료에 영향을 받는다는 사실을 보여왔다. 또한 뇌영상연구는 이러한 두뇌영역들에서  마음챙김 트레이닝과 유사한 활동이 있음을 보여주었다.

## 연구
노출치료는 파블로프 소거(Pavlovian extinction)를 이용하여 실험실에서도 연구될 수 있다. 쥐나 생쥐와 같은 설치류(rodent)들을 이용하여 소거를 연구하은 것은 관련된 신경생물학적 기제에 관한 조사를 가능하게 하며, 소거 학습을 향상시키기 위한 약학적 부속물(pharmacological adjunct) 실험도 가능하다.

## PE
지속노출치료(PE,Prolonged exposure therapy)는 이러한 노출요법의 맥락에서 추가 절차에는 외상 기억 및 호흡 재훈련이 포함될수있다.

## 같이 보기
- EMDR(Eye movement desensitization and reprocessing)
- 마음챙김
- 몰입
- 불안장애
- 심리치료
- 외상후스트레스장애
- 이중요인 학습이론
- 인지처리치료(Cognitive processing therapy, CPT)
- 자극통제
- 지속노출치료
- 체계적 둔감화
- 파블로프 소거
- 해마
- 회피성 성격장애